# Bulbophyllum prorepens
Bulbophyllum prorepens är en orkidéart som beskrevs av Victor Samuel Summerhayes. Bulbophyllum prorepens ingår i släktet Bulbophyllum och familjen orkidéer. Inga underarter finns listade i Catalogue of Life.